# Oppenau
Oppenau ist eine Stadt mit 4815 Einwohnern (31. Dezember 2024) im baden-württembergischen Ortenaukreis im Regierungsbezirk Freiburg.

## Geografie

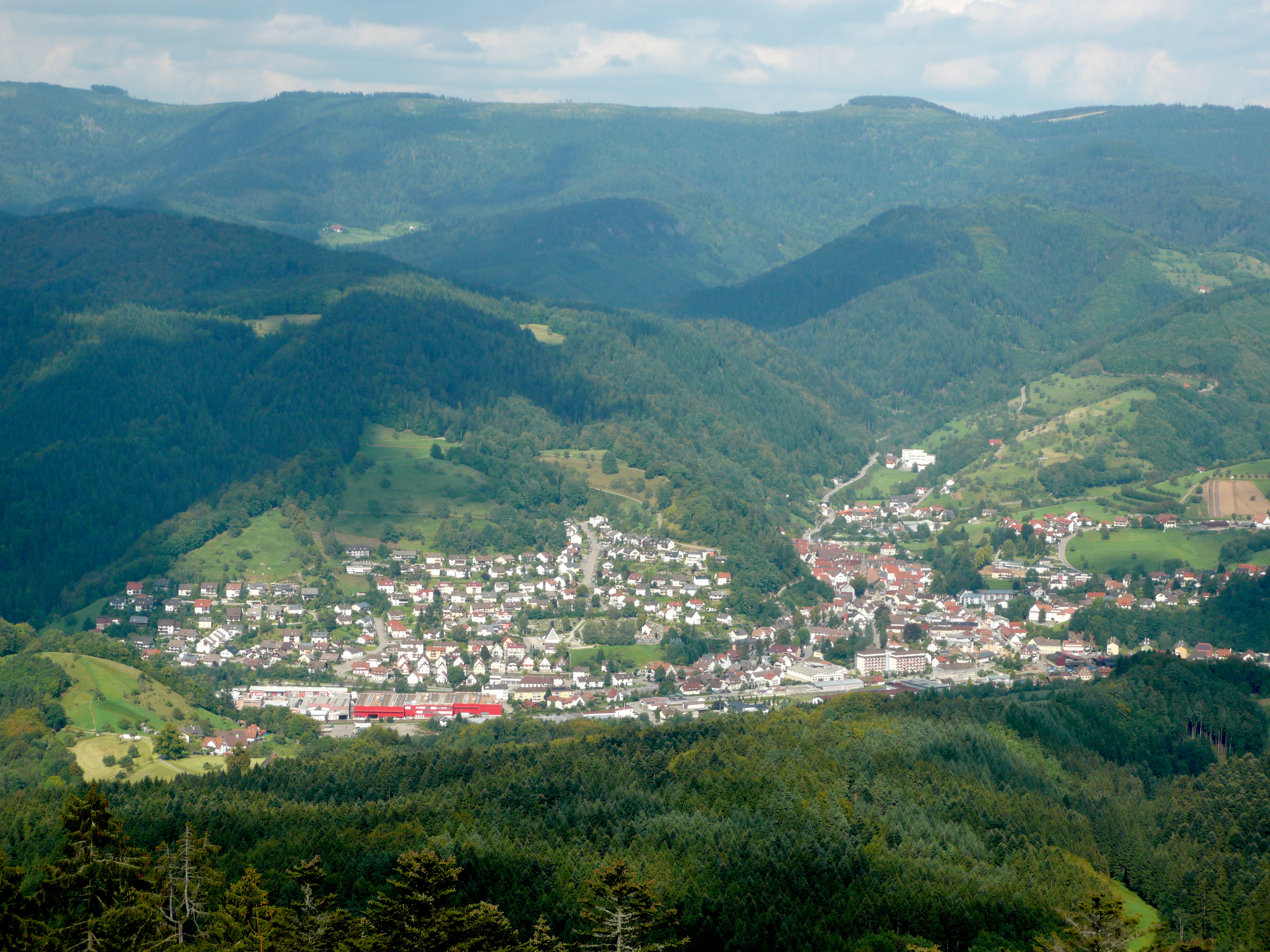
Blick auf Oppenau

Oppenau liegt im Renchtal im Nordschwarzwald am Zusammenfluss von Lierbach und Rench auf 260 m ü. NHN bis 1055 m ü. NHN. Die waldreiche Gemarkung – 58,5 Quadratkilometer und damit 80 Prozent der Gemarkungsfläche sind bewaldet – wird von größeren Schwarzwaldbergen begrenzt, darunter Moos (876,9 m ü. NHN), Braunberg (873,4 m ü. NHN) und Kniebis (960 m ü. NHN). Der Bereich zwischen den Allerheiligen-Wasserfällen, dem Schliffkopf (1055 m ü. NHN) und dem Vogelskopf (1056 m ü. NHN) im Norden der Gemarkung gehört zum Nationalpark Schwarzwald.
Die nächstgelegenen Gemeinden sind talauswärts Lautenbach und Oberkirch und taleinwärts Bad Peterstal-Griesbach. Über die Oppenauer Steige ist Freudenstadt zu erreichen.

### Stadtgliederung
Zur Stadt Oppenau mit den bis in die 1970er Jahre selbstständigen Gemeinden Ibach, Lierbach, Maisach und Ramsbach gehören noch 101 Dörfer, Weiler, Zinken, Höfe und Häuser.

### Untergegangene Orte
Im Stadtteil Lierbach liegt die abgegangene Ortschaft Rotenfels, im Stadtteil Maisach die abgegangene Ortschaft Frauenberg. In Oppenau aufgegangen sind die Häuser Zettelmatt. Die abgegangene oder umbenannte Ortschaft Deiffelsmühle liegt im Stadtteil Oppenau. In Ramsbach aufgegangen ist die Ortschaft Reinhartshofen, im Stadtteil Ramsbach abgegangene Ortschaften sind Altneustein und Letschenmühle.

## Geschichte

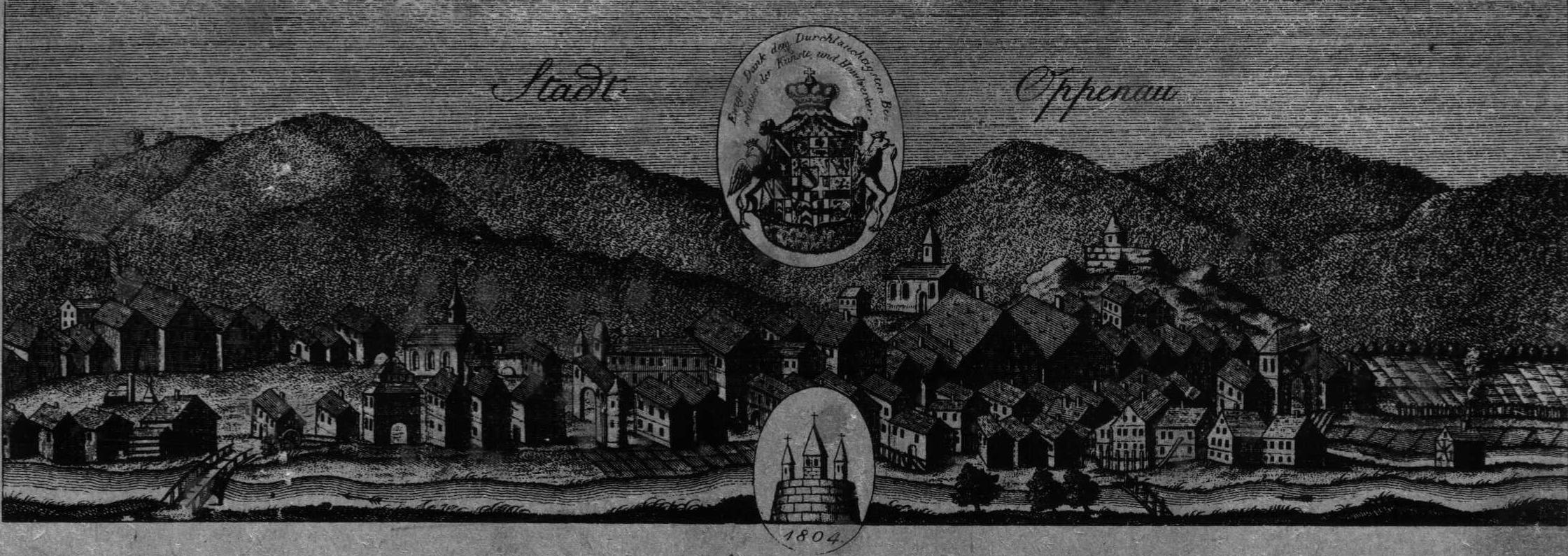
Stich von 1804 mit Stadtwappen und dem Wappen des neuen Landesherrn, dem Großherzog von Baden

Im 12. Jahrhundert entstand aus einer landwirtschaftlichen Ansiedlung das Dorf Noppenouwe („Aue des Noppo“), das bis 1218 den Zähringern unterstand. Nach deren Aussterben war die Herrschaft im hinteren Renchtal stark zersplittert. Maßgeblichen politischen, kulturellen und religiösen Einfluss auf Oppenau hatte ab dieser Zeit das 1192 im Lierbachtal gegründete Kloster Allerheiligen. 1316 kam das Renchtal in die Hand der Bischöfe von Straßburg. An diese erinnert heute noch das aus dem Jahr 1782 stammende Wappen des Fürstbischofs Louis René Édouard de Rohan-Guéméné am ursprünglich im 16. Jahrhundert errichteten oberen Stadttor.
Um 1319 gründeten die Straßburger Bischöfe am Ausgang des Lierbachtals um die Burg Friedberg den befestigten Ort gleichen Namens und statteten ihn mit Stadtrechten aus. Grund war die Sicherung des Besitzes gegen württembergische und badische Bestrebungen, ihren Einfluss im Renchtal zu erweitern. Beide Orte waren verkehrsgünstig an der Handelsstraße von Straßburg nach Ulm gelegen und profitierten davon, dass hier auf dem Weg über den Kniebis Vorspann und oft auch Nachtquartier genommen werden musste.
Friedberg und Noppenouwe wuchsen zusammen, der aus Noppenouwe abgeleitete Namen Oppenau bürgerte sich seit dem 15. Jahrhundert für beide Siedlungen ein. Die vollständige bauliche Vereinigung der beiden Orte erfolgte allerdings erst 1770 durch die sogenannte Beilerstadt.
Von 1592 bis 1664 war die Stadt an die Herzöge von Württemberg verpfändet. In diese Zeit fällt der große Stadtbrand von 1615. Der durch Heinrich Schickhardt geplante Wiederaufbau nach schwäbischer Art prägt durch die zur Straße gerichteten Giebelseiten heute noch das Stadtbild im oberen Stadtteil.
1668 wurde in Oppenau ein Kapuzinerkloster errichtet, das 1804 aufgelöst wurde. Anschließend wurde an dieser Stelle durch Errichtung des Rathauses und der Pfarrkirche St. Johannes die heutige Ortsmitte mit dem Allmendplatz als zentralem Platz errichtet.
1803 fiel Oppenau im Rahmen des Reichsdeputationshauptschlusses an das Großherzogtum Baden. Nach dem Zweiten Weltkrieg war Oppenau Teil des Bundeslandes Baden und gehört seit 1952 zu Baden-Württemberg. 1824 wurde die Stadtkirche St. Johann Baptist vom Architekten: J. L. Weinbrenner erbaut. 1876 wurde die  Renchtal Eisenbahn bis nach Oppenau erweitert. Das städtische Schwimmbad wurde 1899 eröffnet.
Am 12. Oktober 1990 wurde bei einer Wahlkampfveranstaltung in Oppenau ein Attentat auf den CDU-Politiker Wolfgang Schäuble verübt, der dabei schwer verletzt wurde (siehe auch Attentat auf Wolfgang Schäuble).
Überregionale mediale Aufmerksamkeit erhielt Oppenau im Sommer 2020. Ein Mann lebte rechtswidrig in einer Gartenhütte am Ortsrand Oppenaus. Während einer Personenkontrolle entwaffnete der Mann mehrere Polizisten und hielt sie als Geiseln fest. Nach seiner Flucht hielt er sich im Oppenauer Wald auf und konnte trotz des Einsatzes von fast 2500 Einsatzkräften und moderner Technik wie Drohnen mit Wärmebildkameras erst fünf Tage später gefunden werden. Zwischenzeitlich wurden deshalb aufgrund von Sicherheitsbedenken unter anderem die Schulen und Gaststätten im Ort geschlossen. Der Straftäter wurde 2021 durch das Landgericht Offenburg wegen illegalen Waffenbesitzes, Widerstands gegen die Staatsgewalt, gefährlicher Körperverletzung und Geiselnahme in einem minderschweren Fall zu drei Jahren Haft verurteilt.

### Eingemeindungen

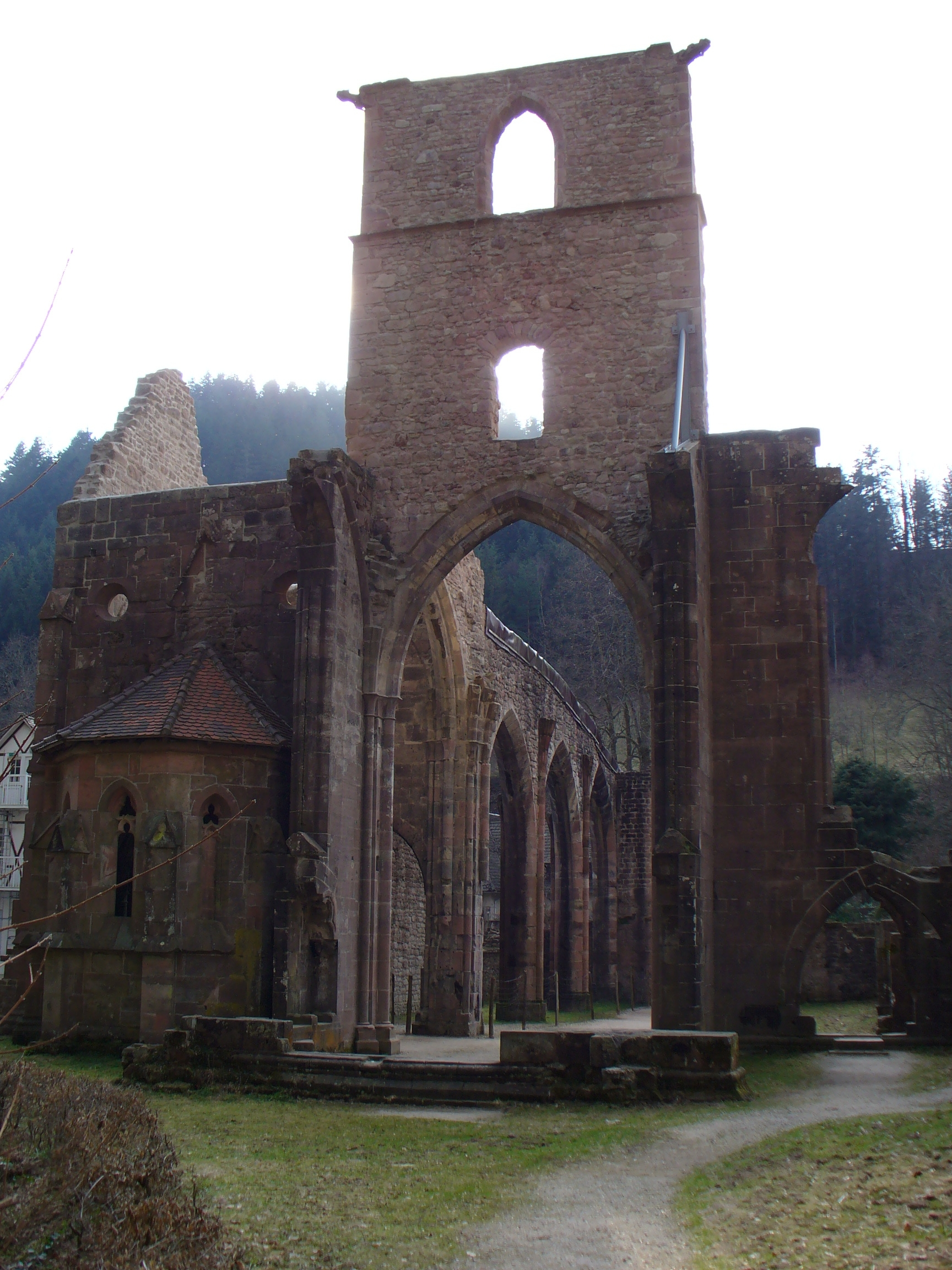
Ruine des Klosters Allerheiligen im Lierbachtal

Durch die Gemeindereform kamen am 1. Juli 1974 die früher eigenständigen Kirchspielgemeinden Ibach, Lierbach, Maisach und Ramsbach zu Oppenau.

#### Ibach
Der Ortsteil Ibach und der zu Ibach gehörende Teilort Löcherberg liegen im Renchtal zwischen Oppenau und Bad Peterstal an der B 28. In Löcherberg zweigt die Passstraße über den Löcherbergwasen nach Oberharmersbach und Nordrach ab. Auf der 1798 Hektar großen Gemarkung leben 738 Einwohner (Stand: 2014). Das Wappen von Ibach zeigt in Silber auf grünem Schildfuß einen schwarzstämmigen, grünen Laubbaum, darauf ein schwarzer Vogel.
- Koordinaten: 48° 27′ N, 8° 10′ O

#### Lierbach
Lierbach, mit 233 Einwohnern (Stand: 2014) der kleinste Ortsteil, zieht sich am gleichnamigen Tal entlang und ist stark durch Aussiedlerhöfe geprägt. Die Gemarkungsfläche von 2151 Hektar – fast ein Drittel der Gesamtgemarkung – besteht zu 90 Prozent aus Wald. Das Wappen von Lierbach zeigt in Silber einen blauen Wellenschrägbalken, den Fluss symbolisierend.
- Koordinaten: 48° 30′ N, 8° 11′ O

#### Maisach
Das Maisachtal zweigt kurz hinter Oppenau vom Lierbachtal ab. Zu Maisach gehört das im 18. und 19. Jahrhundert bekannte und vom Hochadel besuchte Kurbad Bad Antogast. Mit 267 Einwohnern (Stand: 2014) auf einer zu zwei Fünfteln aus Wald bestehenden Gemarkungsfläche ist Maisach ebenfalls stark durch alleinstehende Bauernhöfe geprägt. Das sprechende Wappen zeigt in Silber eine nach vorn blickende schwarz-silberne Meise auf einem gegabelten schwarzen Ast. Maisach ist laut Berechnungen der Karlsruher Hochschule für Technik und Wirtschaft der zentrale Ort in Baden.
- Koordinaten: 48° 28′ N, 8° 12′ O

#### Ramsbach
Ramsbach liegt talauswärts von Oppenau im Renchtal und wird von der B 28 durchzogen.
Ferner bestehen zwei Haltepunkte an der Bahnstrecke Appenweier–Bad Griesbach. Der Ortsteil ist in den letzten Jahren durch den Ausweis mehrerer Neubaugebiete stark gewachsen und zählte 2014 965 Einwohner. Die Gemarkungsfläche beträgt 1576 Hektar. Das Wappen zeigt in Silber pfahlweise eine schwarze Säge auf einem schwarzen balkenweisen Sägegatter und bezieht sich damit auf die Tatsache, dass Ramsbach bis heute Standort vieler Sägewerke ist. Im Ort befinden sich ein Industriegebiet sowie Sportanlagen.
- Koordinaten: 48° 29′ N, 8° 9′ O

### Einwohnerentwicklung

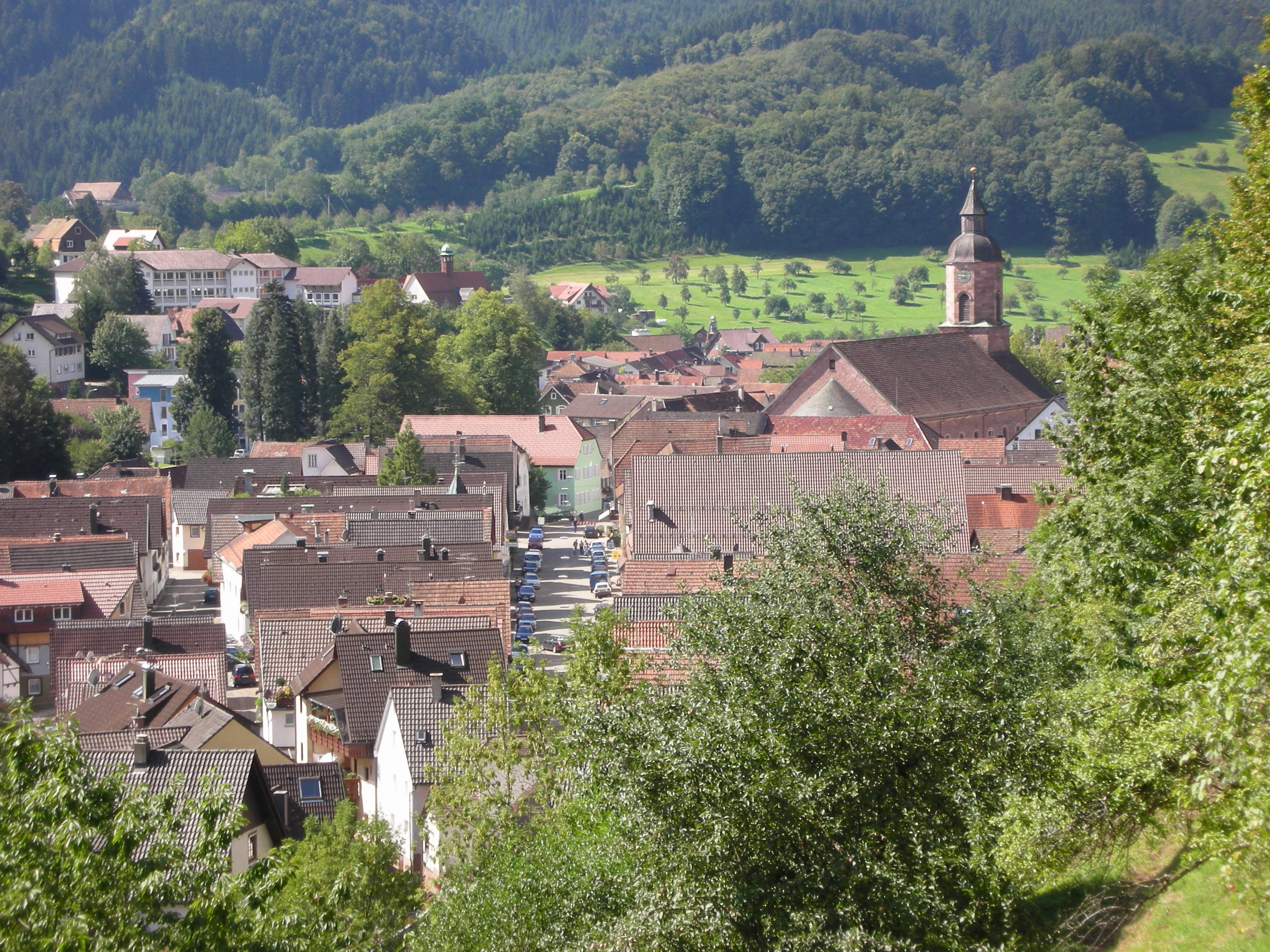
Blick auf Hauptstraße und St. Johannes

Die Einwohnerzahl von Oppenau entwickelte sich über die Jahrhunderte wie folgt:
- 1299: Sieben Höfe und Häuser sind urkundlich belegt
- 1590: Die Stadt zählt 78 Bürger, also etwa 500 Einwohner
- 1615: Der Stadtbrand trifft 655 Einwohner, davon 96 Bürger
- 1803: Etwa 1600 Einwohner, davon 242 Bürger
- 1900: Etwa 2000 Einwohner
- 1961: 5093 Einwohner, davon 818 in Ibach, 394 in Lierbach, 327 in Maisach, 2965 in Oppenau und 589 in Ramsbach
- 1970: 5430 Einwohner, davon 914 in Ibach, 732 in Lierbach, 332 in Maisach, 3133 in Oppenau und 679 in Ramsbach
- 1991: 5499 Einwohner
- 1995: 5323 Einwohner
- 2000: 5116 Einwohner
- 2005: 5141 Einwohner
- 2010: 4850 Einwohner
- 2015: 4681 Einwohner
- 2020: 4796 Einwohner

## Religionen
Die Bevölkerung von Oppenau ist vorwiegend katholisch. Daneben existiert eine evangelische Gemeinde.

## Politik

### Verwaltungsgemeinschaft
Oppenau ist Sitz der Verwaltungsgemeinschaft Oberes Renchtal, zu der auch das benachbarte Bad Peterstal-Griesbach gehört.

### Gemeinderat

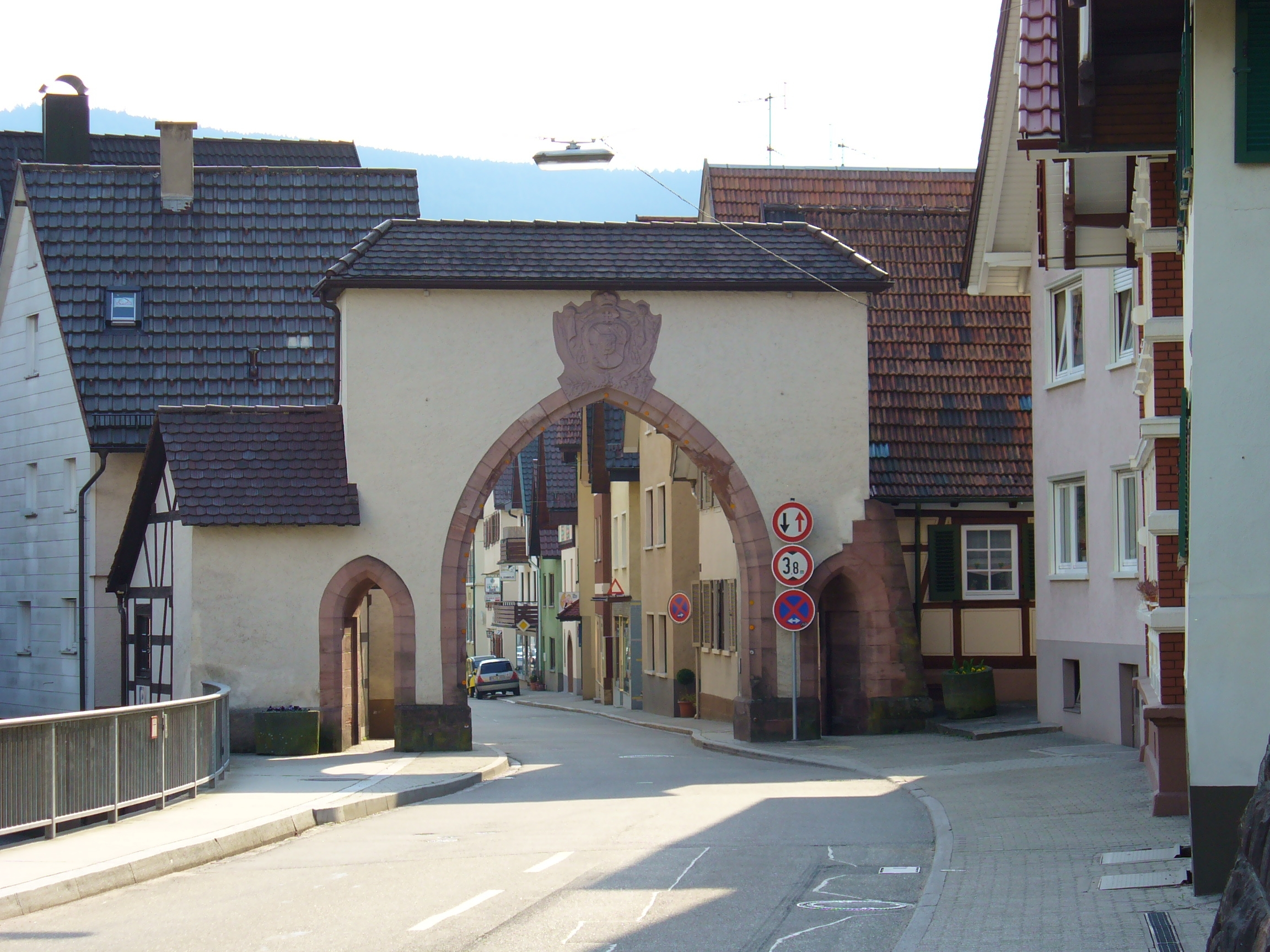
Oberes Stadttor mit Wappen des Fürstbischofs Louis René Édouard de Rohan-Guéméné

Der Gemeinderat in Oppenau besteht aus den gewählten ehrenamtlichen Gemeinderäten und dem Bürgermeister als Vorsitzendem. Der Bürgermeister ist im Gemeinderat stimmberechtigt. Die Kommunalwahl am 9. Juni 2024 in Oppenau führte zu folgendem Endergebnis. Die Wahlbeteiligung lag bei 66,79 Prozent (2019: 64,1 Prozent).
| Partei                | Sitze    | Wähleranteil | Vergleich zu 2019 |
| --------------------- | -------- | ------------ | ----------------- |
| FW 1                  | 6 Sitze  | 32,83 %      | 10 Sitze, 50,3 %  |
| CDU                   | 11 Sitze | 64,16 %      | 9 Sitze, 49,7 %   |
| Bündnis 90/Die Grünen | 1 Sitz   | 3,01 %       | 0 Sitze, 0,0 %    |

### Bürgermeister
Seit 29. Oktober 2017 ist Uwe Gaiser Bürgermeister (parteilos). Er folgt auf den im August 2017 verstorbenen Thomas Grieser, der 31 Jahre die Geschicke der Stadt leitete.

### Wappen
| Wappen der Stadt Oppenau | Blasonierung: „In Silber eine von einer oben offenen Zinnenringmauer umschlossene rote Torburg auf unterhalbem, angespitztem, rotem Rundsockel mit zwei spitzbedachten und beknauften Zinnentürmen, schwarzem Spitzbogenfenster im Obergeschoss und erniedrigtem, stufengiebligem Mittelbau, darin ein offenes Spitzportal, erhöht um ein schwarzes Spitzbogenfenster.“ |
| Wappen der Stadt Oppenau | Das Wappen wird seit Erbauung der Burg Friedberg 1319 benutzt. |

### Patenschaften
Ein Fahrzeug der Ortenau-S-Bahn trägt den Namen von Oppenau.

### Städtepartnerschaft
Oppenau  unterhält mit folgender Stadt eine Städtepartnerschaft:
- Véretz, Centre-Val de Loire, Frankreich seit 2021

## Wirtschaft und Infrastruktur
Oppenau ist aufgrund seiner Lage landwirtschaftlich geprägt, insbesondere die Forstwirtschaft und die Spirituosenherstellung haben eine große Bedeutung.
Daneben existieren Unternehmen des Fahrzeugbaus, der chemischen Industrie und des Maschinenbaus. Der Tourismus ist ebenfalls ein bedeutender Wirtschaftsfaktor.

### Verkehr
Oppenau liegt an der Bundesstraße 28 (Kehl–Ulm) sowie an der Renchtalbahn (Offenburg–Bad Griesbach), auf der die SWEG Südwestdeutsche Landesverkehrs-AG verkehrt. Bahnhöfe bzw. Haltestellen auf dem Stadtgebiet sind (talauswärts gezählt) Löcherberg, Ibach, Oppenau, Ramsbach Birkhof und Ramsbach Höfle.
Der Bahnverkehr wird durch einen Busverkehr ergänzt. Busse sind die einzige öffentliche Verbindung in das Lierbachtal und in Richtung Kniebis/Schwarzwaldhochstraße.
Die nächstgelegenen internationalen Flughäfen sind Straßburg, Stuttgart, Karlsruhe/Baden-Baden und Basel-Mülhausen.
Oppenau liegt an der deutsch-französischen Heinrich-Schickhardt-Straße, einer Tourismusstraße, die Städte verbindet, in denen der württembergische Baumeister sichtbare Spuren hinterlassen hat.

### Bildungseinrichtungen
In der Kernstadt besteht eine Grund- und Hauptschule mit Gemeinschaftsschule. Daneben gibt es drei Kindergärten in römisch-katholischer Trägerschaft.

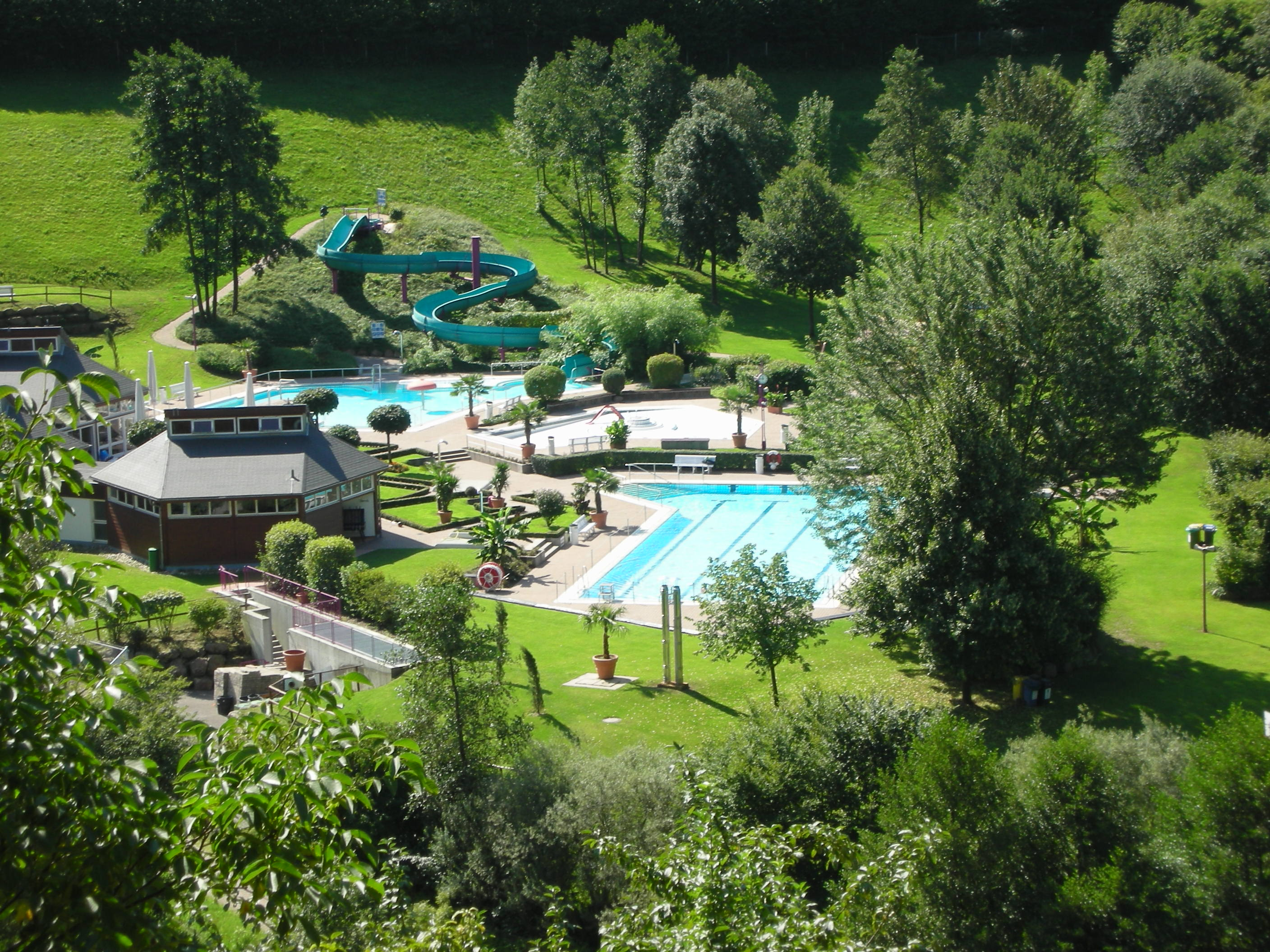
Freizeitbad

### Freizeit- und Sportanlagen
- Freizeitbad
- mehrere Skilifte in naher Umgebung
- Günter-Bimmerle-Halle
- Kleinebene
- Sportanlage Haldenhof
- Vier Startplätze für Drachenflieger und Gleitschirmflieger in Himmelsrichtungen Ost, Nordost, West sowie Süd.
- Stoppomat, permanente Zeitmessanlage mit Start in Oppenau auf die Kniebis-Steige hinauf
- Kindererlebnispfad „Rosi Rotkelchen“

## Kultur und Sehenswürdigkeiten

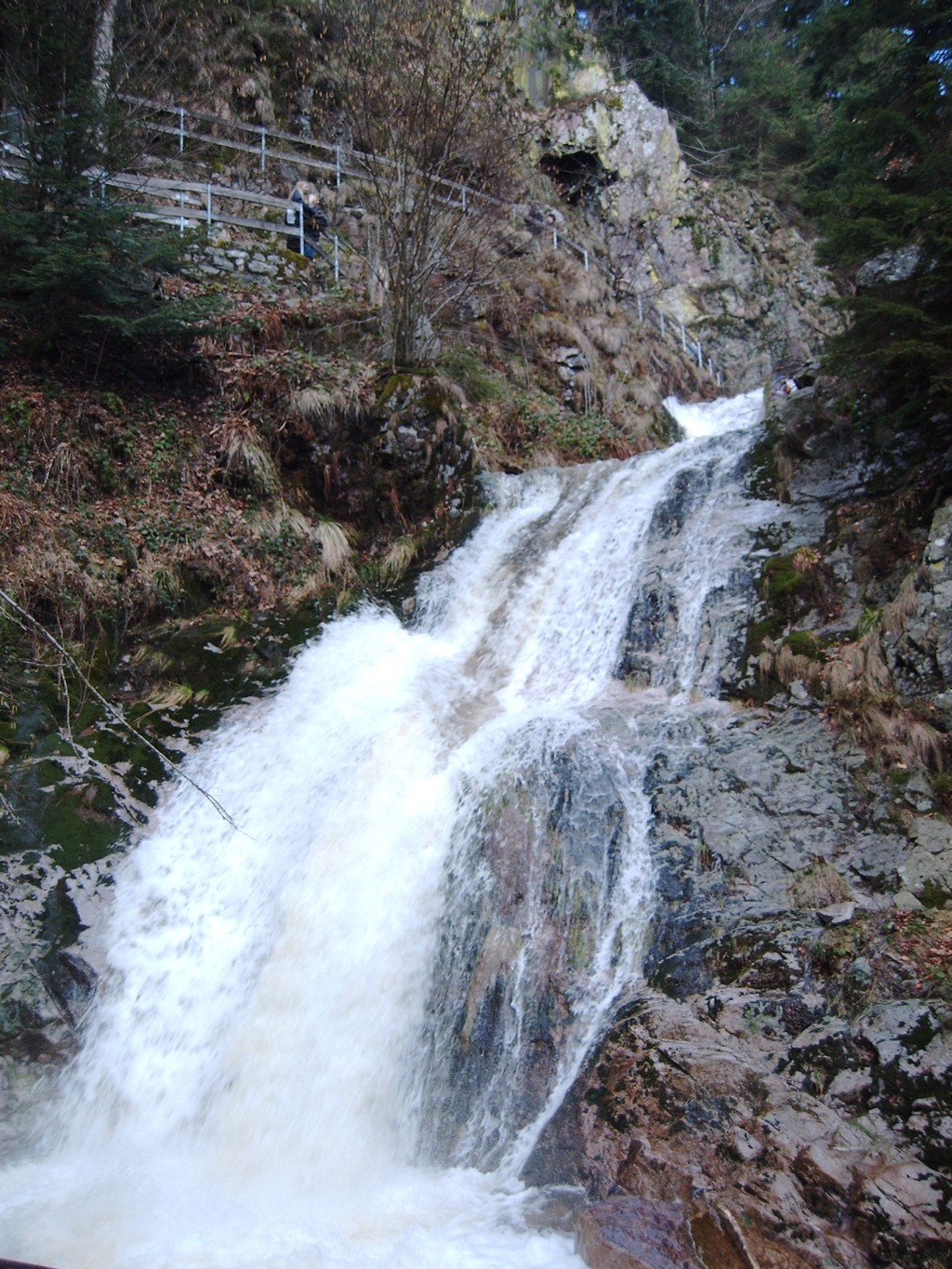
Allerheiligen-Wasserfälle am Oberlauf des Lierbachs

### Theater
Jährlich stattfindende Freilichtinszenierungen im Kirchenschiff des Klosters Allerheiligen. Hauptsächlich Stücke mit allgemein historischem (mittelalterlichem) oder lokalem Hintergrund kommen hier zur Aufführung.

### Museen
- Renchtäler Heimatmuseum im Rathaus

### Bauwerke

360°-Panorama vom Buchkopfturm

Sehenswert sind insbesondere
- das obere Stadttor (auch Lierbacher Tor)
- die Ruine des ehemaligen Prämonstratenserstifts Allerheiligen mit den nahen Allerheiligen-Wasserfällen
- die nach Plänen Friedrich Weinbrenners errichtete katholische Pfarrkirche St. Johannes Baptist am Allmendplatz
- die Ruine Bärenburg im Ortsteil Ramsbach
- die 1796 erbaute Röschenschanze, am Ende der Oppenauer Steige nah bei der Schwarzwaldhochstraße gelegen
- die Schwedenschanze aus dem 16. Jahrhundert, auch am Ende der Oppenauer Steige, auf der anderen Straßenseite, genau gegenüber der Röschenschanze
- der „Buchkopfturm Oppenau“, ein 28 m hoher Aussichtsturm auf 921 m Höhe am Renchtalsteig östlich von Maisach.[9] Der achtstöckige, mit Weißtannenholz verkleidete Turm hieß vor seiner Einweihung am 14. Mai 2015 „Weißtannenturm“.[10]

### Regelmäßige Veranstaltungen
Jährlich stattfindende Veranstaltungen sind unter anderem:
- alemannische Fasent, organisiert durch die Narrenzunft Oppenauer Schlappgret
- die Festwoche klassischer Musik mit jährlich vier international besetzten Klassikkonzerten, stets in der letzten Woche im September.
- Konzerte der Stadt- und Kirchspielskapelle so wie ortsansässige Musikvereine, insbesondere Akkordeon und Gesang.
- Stadtfest rund um die Oppenauer Allmend, jährlich stattfindend seit 1986.

## Persönlichkeiten

### Ehrenbürger
- 1860: Ignaz Oppenauer Edler von Oppenau (* 8. November 1806 in Krumau/Böhmen; † 18. Januar 1878 in Oppenau), 1853 geadelter österreichischer Oberst, der 1859 pensioniert und aufgrund zufälliger Namensgleichheit in Oppenau ansässig wurde
- 2006: Günter Bimmerle (* 1. September 1941), wurde die Ehrenbürgerschaft für die Förderung der Kultur, des Sports und der Vereine verliehen. Durch sein großes Engagement im Vereinsleben und die große finanzielle Unterstützung bei zahlreichen Projekten erhielt er bereits 2001 das historische Bronzesiegel der Stadt Oppenau.

### Söhne und Töchter der Stadt
- In Oppenau wurde 1759 der Konstanzer Hanß geboren, ein berüchtigter Räuber in Württemberg
- Ludwig Huber (* 10. Dezember 1889 in Ibach; † 18. Januar 1946 ebenda), Landwirt und Politiker (NSDAP), Reichstagsabgeordneter
- Ernst Haas (* 4. November 1901 in Oppenau; † 25. April 1979 in Villingen-Schwenningen), Jurist und Politiker (SPD), Landtagsabgeordneter
- Bruno Thomauske (* 15. Oktober 1949 in Oppenau), deutscher Physiker, ehemaliger Manager und emeritierter Professor
- Klaus Bruder (* 12. September 1958 in Oppenau; † 22. April 1995 in Kirchzarten), Akkordeonist, Jazzmusiker und Komponist
- Robert Huber (* 8. September 1964), ehemaliger U-15-Fußball-Nationalspieler
- Günter Spinner (* 1972), Jurist und Richter am Bundesarbeitsgericht

### Sonstige
- In Oppenau lebte und starb Adolf Katsch (1813–1906), Verfasser von Burschenschaftsliedern.
- Hans E. Gerr (* 1937), Erziehungswissenschaftler, wirkte von 1963 bis 1964 als Lehrer in Lierbach